# Conversation piece

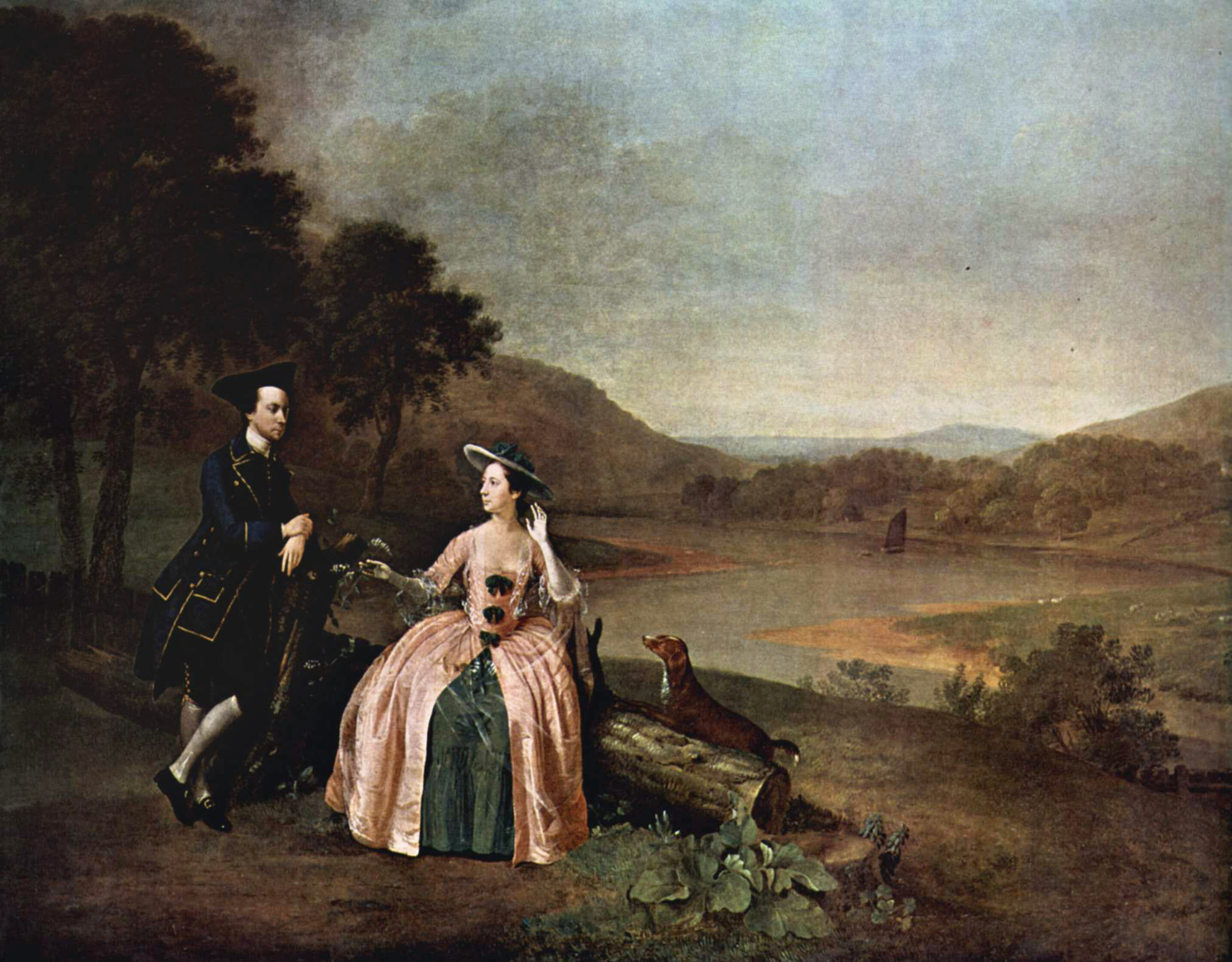
Una conversation piece por Arthur Devis.

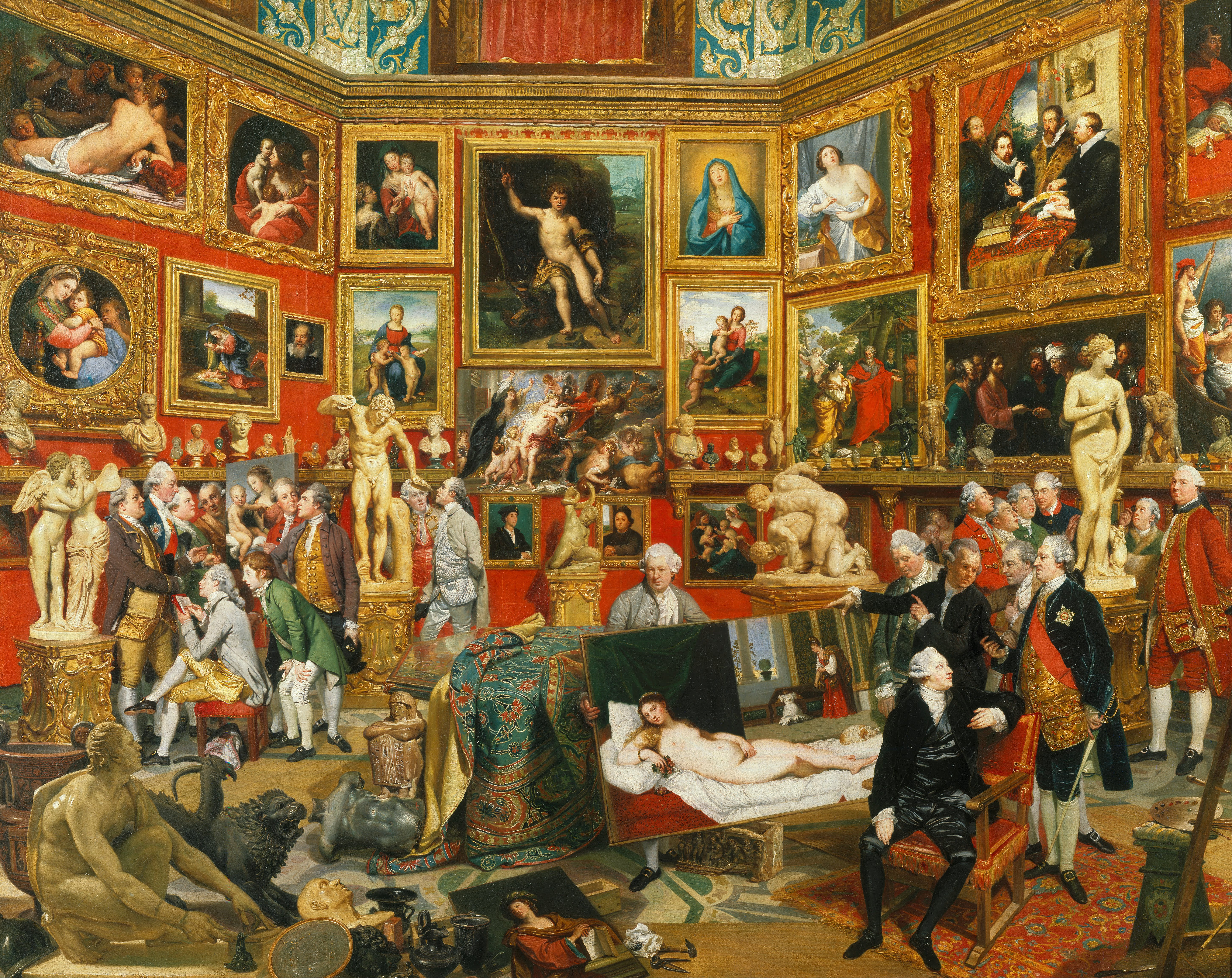
Johann Zoffany pinta a un grupo de ingleses en Roma durante el Grand Tour, unidos solo por su riqueza y amor al arte; a diferencia de la mayoría de conversation pieces, esta no fue una obra de encargo.

Conversation pieces es un término utilizado para retratos de grupo, normalmente en contextos informales, pintados principalmente en el Reino Unido en el siglo XVIII, a partir de la década de los años 1720. Podría traducirse como «retratos de conversación» o más literalmente como «pieza de conversación», pero usualmente en castellano se deja sin traducir. Se distinguen por su representación de un grupo aparentemente dedicados a una conversación gentil o algún otro tipo de actividad, muy a menudo en el exterior. Típicamente, sería un grupo de miembros de la misma familia, pero podía incluirse a los amigos, y algunos grupos son de amigos, miembros de una sociedad o cazadores, o algún otro tipo de agrupamiento. Normalmente las pinturas son relativamente pequeñas, aproximadamente tan altos como el tamaño de una cabeza o un retrato de medio cuerpo.
El género se desarrolló desde el retrato del siglo XVII en los Países Bajos, donde se pintaron muchos retratos de grupo, tanto de grupos familiares como de grupos como gobernadores o regentes de instituciones, o bien oficiales de milicias cívicas. Frans Hals, Rembrandt y otros artistas habían adoptado una variedad de poses para aligerar el retrato de grupo, por ejemplo la famosa La ronda de noche.
Hay muchas variedades de conversation piece. La gente puede ser retratada compartiendo actividades comunes como la caza, o banquetes o veladas musicales. Se suelen representar también perros o caballos. Arthur Devis fue un pintor regional famoso por sus pequeñas conversation pieces, populares con la gentry de Cheshire. William Hogarth también trabajó el género, y lo parodió en su grabado A Midnight Modern Conversation, que representa a un grupo de hombres cuya conversación ha degenerado en borrachera incoherente. El artista alemán, asentado en Inglaterra, Johann Zoffany, se especializó en complicadas conversation pieces, y la mayor parte de los retratos de George Stubbs adoptan esta forma, con caballos y carruajes en su composición. Joshua Reynolds recibiría encargos de este tipo de cuadro en el Gran Estilo, y usualmente en su escala de tamaño cercano al natural.
La expresión conversation piece más tarde adquirió un significado diferente. Pasó a referirse a objetos que eran percibidos como suficientemente interesantes para hacer que se hablara de ellos. Proporcionan un estímulo para emprender una conversación. Las conversation pieces originales a veces representaban a un grupo unido en conversación en torno a un objeto, que típicamente sería algo relacionado con la ciencia o la erudición.

## Piezas de conversación en España
- Jean Ranc: La familia de Felipe V (1723). En el Museo del Prado.[1]

- Jacopo Amigoni: Entre 1748 y 1750, decoró una de las salas grandes del palacio de Aranjuez, actualmente el comedor de gala.[2]

- Francisco de Goya: Entre 1786 y 1787, los cartones para las cuatro estaciones (La nevada, Las floreras, La vendimia y La era) y otros temas para la pieza de conversación del rey en el palacio de El Pardo. Actualmente en el Museo del Prado.[3]